# Pseudostenophylax riedeli
Pseudostenophylax riedeli là một loài Trichoptera trong họ Limnephilidae. Chúng phân bố ở miền Cổ bắc.